# Perdicula
Genre
Perdicula est un genre d'oiseaux de la famille des Phasianidae.

## Liste d'espèces
Selon la classification de référence du Congrès ornithologique international (version 2.8, 2011) :
- Perdicula asiatica – Perdicule rousse-gorge
- Perdicula argoondah – Perdicule argoondah
- Perdicula erythrorhyncha – Perdicule à bec rouge
- Perdicula manipurensis – Perdicule du Manipur